# Telma (település)
Telma az Amerikai Egyesült Államok északnyugati részén, Washington állam Chelan megyéjében elhelyezkedő önkormányzat nélküli település.
Telma postahivatala 1905 és 1938 között működött.